# Gasteracantha unguifera
Gasteracantha unguifera är en spindelart som beskrevs av Simon 1889. Gasteracantha unguifera ingår i släktet Gasteracantha och familjen hjulspindlar. Inga underarter finns listade i Catalogue of Life.